# 林汝翥
林汝翥（？—1647年），字大葳，號心弘，福建福州府福清縣逕江人，明朝末年至南明政治人物。一說為天啟年間內閣首輔葉向高的外甥。

## 生平
萬曆三十四年（1606年）丙午科福建鄉試舉人，授沛縣知縣。天啟二年（1622年）擊退白蓮教徐鴻儒軍並捉拿王普光黨羽有功，擢監察御史，四年（1624年）六月巡視京城，因杖打內侍曹進、傅國興，魏忠賢矯旨廷杖林汝翥，林汝翥大懼，逃至遵化，順天巡撫鄧渼為他代疏，左都御史孫瑋、御史潘雲翼等交章論救，明熹宗不聽，廷杖並削籍歸。
崇禎初年，起為浙江布政使司右參議、分巡溫處，不赴。久之，起為廣東布政使司右參議、分巡瓊州，坐奸民煽亂，貶秩歸。弘光帝時，起為雲南按察司僉事，不久解職。魯王朱以海至長垣島，召為兵部右侍郎，與吏部文選司員外郎林垐攻福寧州，戰敗被擒後不降吞金屑而死。《明史》有傳。

## 家族
祖父退斋公。父弘泉公，以子貴，贈文林郎四川道監察御史。母謝氏。生五子：景辰、汝翥、守墊、守臺、守垐。

## 延伸阅读
[在维基数据编辑]
 《明史卷二百七十七》，出自《明史》